# Marilyn Miller
Marilyn Miller, nata Mary Ellen Reynolds (e conosciuta anche come Marilynn Miller) (Evansville, 1º settembre 1898 – New York, 7 aprile 1936), è stata un'attrice, ballerina e cantante statunitense.

## Biografia
Registrata all'anagrafe con il nome di Mary Ellen Reynolds era la figlia più piccola di Edwin D. Reynolds e Ada Lynn Thompson, la sua prima moglie
Il 29 maggio 1915 prende parte al cast della prima assoluta di The Passing Show of 1915 per il Broadway theatre.
Lanciata poi nel teatro grazie alle Ziegfeld Follies of 1918 di Florenz Ziegfeld con Eddie Cantor, W. C. Fields, Doris Eaton e Nita Naldi e Ziegfeld Follies 1919 di Irving Berlin, Dave Stamper e Harry Tierney con Cantor e Billie Dove al New Amsterdam Theatre di New York, divenne celebre in seguito alla sua partecipazione come Sally/Nookerova/prima star of the Follies al musical Sally di Jerome Kern, la cui prima rappresentazione fu data al New Amsterdam Theatre il 21 dicembre 1920 con Leon Errol: il musical chiuse anni dopo, nel 1924. Per l'epoca, si trattò della più lunga rappresentazione di un musical. All'epoca, Miller aveva 22 anni.
Alla fine si contarono 570 rappresentazioni in totale. Nel 1921 Dorothy Parker creò dei versi onorando la sua partecipazione:
Nel 1925 è Sunny Peters nella prima assoluta di Sunny (musical) di Kern con Clifton Webb e Cliff Edwards al New Amsterdam Theatre, nel 1928 la protagonista nella prima assoluta di Rosalie di George Gershwin e Sigmund Romberg con Frank Morgan al New Amsterdam Theatre, nel 1930 Smiles di Vincent Youmans con Adele Astaire e Fred Astaire e nel 1933 Barbara Hutton/Joan Crawford/figlia di Williams/Aggie in As Thousands Cheer di Berlin con Webb, Ethel Waters e José Limón a Broadway.
Il critico John Mason Brown la definì la "Pavlova di Broadway".

## Vita privata
Marilyn Miller si sposò tre volte. La prima con Frank Carter, un attore e danzatore acrobatico. Le nozze furono celebrate a New York, alla Church of the Ascension, il 24 maggio 1919 di New York. Carter restò vittima di un grave incidente stradale a Cumberland, nel Maryland il 9 maggio 1920, lasciandola vedova. In La vita a passo di danza (1949), film biografico su Marilyn Miller, il suo personaggio fu interpretato da Gordon MacRae.
Il secondo marito, vedovo come lei, fu Jack Pickford, fratello della celebre Mary. Anche lui attore e regista, Jack era reduce dal matrimonio con un'altra star degli spettacoli di Ziegfeld, Olive Thomas, morta durante un viaggio in Francia in circostanze mai pienamente chiarite. Sposati il 30 luglio 1922, Marilyn e Jack ebbero un matrimonio tormentato. Lui era alcolizzato e tossicodipendente, lei - in Francia - chiese nel 1927 il divorzio, ottenendolo in novembre da un tribunale di Versailles.
L'ultimo matrimonio fu quello con Chet O'Brien, un ballerino che, in seguito, sarebbe diventato attore e direttore di scena. I due si sposarono il 4 ottobre 1934 ma l'unione durò solo un anno e mezzo, fino alla morte dell'attrice.

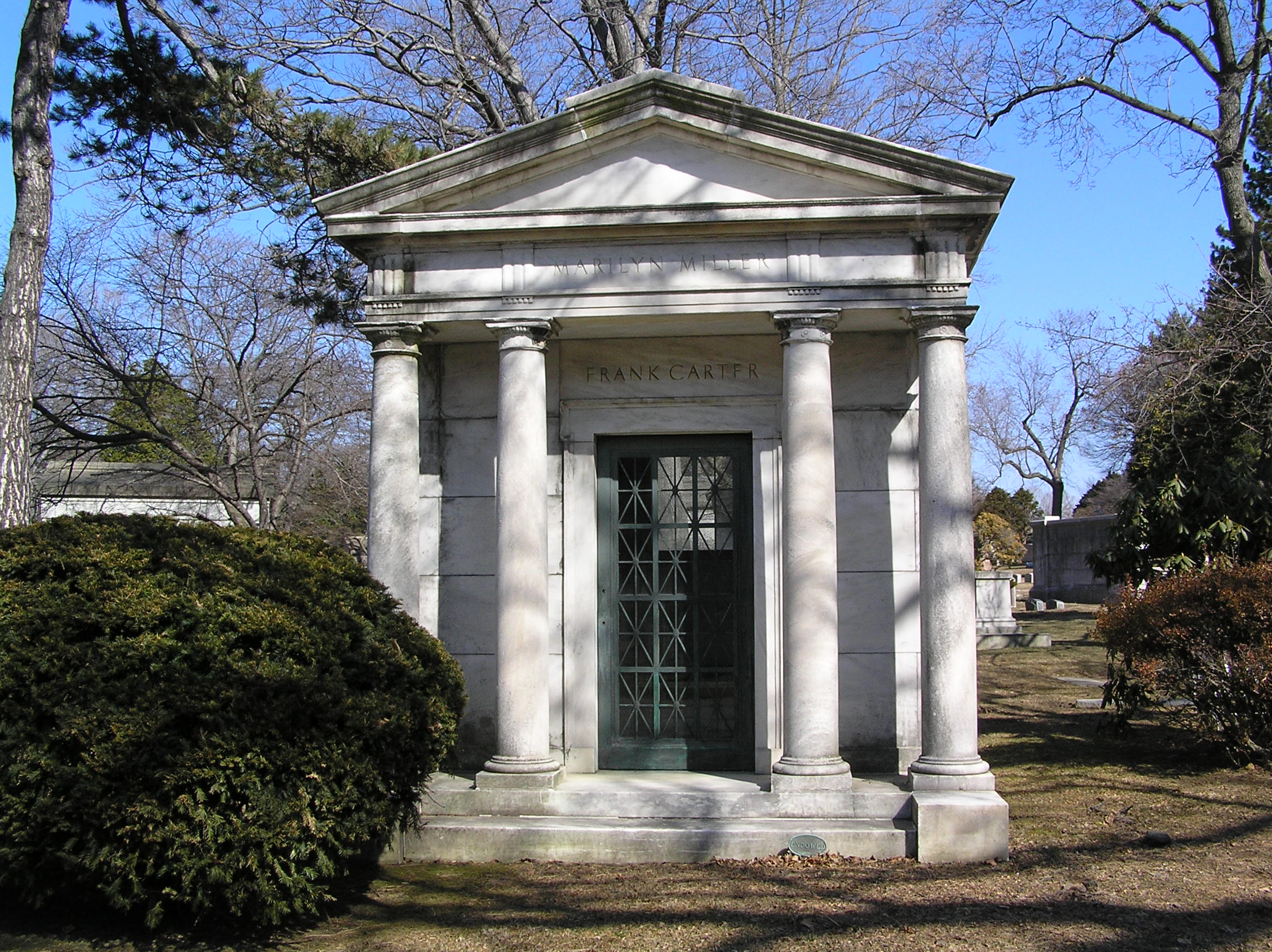
Mausoleo di Marilyn Miller e Frank Carter.

Le precarie condizioni di salute dell'attrice vennero peggiorate dalla dipendenza dall'alcol, che nel marzo 1936 la costrinsero al ricovero al New York Hospital. Morì diverse settimane dopo, a 37 anni, per complicazioni in seguito a un intervento chirurgico al setto nasale. I funerali si svolsero nella chiesa di Saint Bartholomew. Per l'ultimo saluto a Marilyn Miller, nella chiesa giunsero circa 2 500 persone, tra le quali Jimmy Walker, Beatrice Lillie e Billie Burke. L'attrice venne seppellita insieme al suo primo marito Frank Carter al Woodlawn Cemetery di New York.
(Marilyn Miller alla notizia della morte del primo marito, nel backstage di un teatro)

## Marilyn Miller nella cultura di massa
Il suo nome fu di ispirazione a Ben Lyon, regista della 20th Century Fox, quando suggerì alla sconosciuta Norma Jeane Baker di farsi chiamare Marilyn, la futura Marilyn Monroe
Nel 1946 il personaggio di Marilyn Miller, interpretato da Judy Garland, appare nel film Nuvole passeggere.
Sulla sua vita venne prodotto nel 1949 il film La vita a passo di danza, in cui Miller fu interpretata da June Haver
Marilyn Miller, che di P. G. Wodehouse fu ottima amica, è ritenuta il modello per il personaggio di Sally Nicholas nel romanzo del 1921 Le avventure di Sally.

## Riconoscimenti
- Per il suo contributo all'industria dello spettacolo, le venne assegnata una stella sull'Hollywood Walk of Fame al 6301 di Hollywood Blvd[13].

## Filmografia

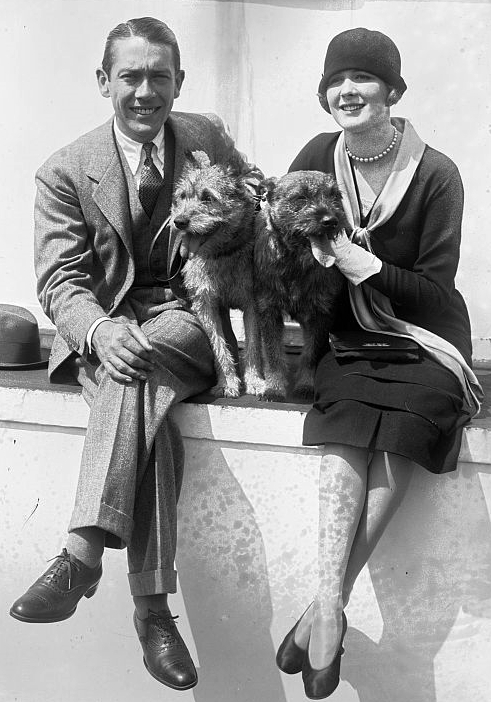
Marilyn Miller con il secondo marito, Jack Pickford

### Attrice
- Sally, regia di John Francis Dillon (1929)
- Sunny, regia di William A. Seiter (1930)
- Her Majesty, Love, regia di William Dieterle (1930)

### Film o documentari con Marilyn Miller
- Screen Snapshots, Series 3, No. 10 documentario - sé stessa (1922)
- An Intimate Dinner in Celebration of Warner Bros. Silver Jubilee, cortometraggio (1930)
- Nuvole passeggere (Till the Clouds Roll By), regia di Richard Whorf - interpretata da Judy Garland (1946)
- La vita a passo di danza (Look for the Silver Lining), regia di David Butler - interpretata da June Haver (1949)
- The DuPont Show of the Week, serie TV (1961)
- Broadway: The American Musical, serie di documentari TV (2004)

## Spettacoli teatrali
- The Passing Show of 1914, di Harold Atteridge (Broadway, 1º giugno 1914)
- The Passing Show of 1915, di Harold Atteridge (Broadway, 29 maggio 1915)
- The Show of Wonders, di Harold Atteridge (Broadway, 26 ottobre 1916)
- The Passing Show of 1917, di Harold Atteridge (Broadway, 26 aprile 1917)
- Fancy Free, di Dorothy Donnelly e Edgar Smith (Broadway, 11 aprile 1918)
- Ziegfeld Follies of 1918 (Broadway, 18 giugno 1918)
- Ziegfeld Follies of 1919 (Broadway, 16 giugno 1919)
- Sally, di Guy Bolton (Broadway, 21 dicembre 1920)
- Sally, di Guy Bolton (revival) (Broadway, 17 settembre 1923)
- Peter Pan, di James M. Barrie (Broadway, 6 novembre 1924)
- Sunny, di Otto Harbach e Oscar Hammerstein II (Broadway, 22 settembre 1925)
- Rosalie, di William Anthony McGuire e Guy Bolton (Broadway, 10 gennaio 1928)
- Smiles, di William Anthony McGuire (Broadway, 18 novembre 1930)
- As Thousands Cheer, di Moss Hart (Broadway, 30 settembre 1933)